# 천수핑
천수핑(중국어 정체자: 陳淑萍, 병음: Chén Shúpíng, 한자음: 진숙평, 1981년 8월 9일 ~ )은 대만의 가수이다. 